# Walter Bäni
Walter Bäni (17 de fevereiro de 1957) é um ex-ciclista suíço. Bäni competiu nos Jogos Olímpicos de Verão de 1976 em Montreal, onde terminou em oitavo lugar na prova de 1 km contrarrelógio.